# Hernan Picó i Ribera
Hernan Picó i Ribera va ser un pintor, dibuixant i cartellista català (1911-1994).

## Biografia
Fill de família humil, va haver de treballar des de molt jove, primer de grum en una sastreria i, més tard, quan va tenir l'edat, d'aprenent de pintor de parets. Es matricula, als 14 anys en l'Escola d'Arts i Oficis Artístics i Belles Arts de Barcelona, on va conèixer i va fer amistat amb Antoni Clavé Sanmartí, amb el seu cosí Josep Clavé, Ramón Martí Cebollero i Josep Subirats, amb alguns dels quals va seguir posteriorment en contacte a nivell professional.
A Llotja (Escola d'Arts i Oficis Artístics i Belles arts) de Barcelona, aprèn a dibuixar a les classes "del natural" del professor Felix Mestres i Borrell, qui després seria director del centre i el marcaria artísticament, deixant una petjada profunda en la seva obra. Va continuar el seu aprenentatge de "colorit" i "procediments pictòrics" amb els mestres Borrás Abella i Ramon Calsina Baró, tenint com a condeixebles a Lluís Mallol i Suazo i Modest Rodríguez i Cruells. Contínua els estudis en el prestigiós "Cercle Artístic de Sant Lluc" també de Barcelona, incorporant-se al món cartellìstic del cinema al que ja es dedicaven entre moltes altres personalitats artístiques Antoni Clavé, Àngel Gimeno i altres.
Fins a començaments de la Guerra Civil Espanyola la seva activitat artística se centra en el dibuix, la pintura, decoració ornamental, disseny publicitari i altres activitats creatives. Enviat al front, la Guerra Civil Espanyola talla els seus projectes, fins que després de passar pel camp de concentració d'Argelers (França) i acabada la guerra, el 1941, funda juntament amb els seus amics i també pintors Ramon Martí i Josep Clavé l'empresa "MCP" (sigles dels seus cognoms) dedicada al món de la publicitat cinematogràfica, activitat que simultanieja amb la seva passió artística, pintant tant olis com a aquarel·les de paisatges urbans i rurals de Barcelona i el seu entorn, naturaleses mortes i el que li era més proper: la seva família (retrats de la seva dona Conxita i les seves filles Marta i Clara) abastant fins i tot l'autoretrat.
Amb els mateixos tres amics, el 1945, funda Esquema que va ser creadora dels vestíbuls dels cinemes Fantasio, Tívoli, Windsor i Alexandra de la Ciutat Comtal, amb decoracions no igualades en tot Europa, de la qual es fan ressò les revistes especialitzades internacionals més prestigioses començant, a la vegada, una intensa activitat expositora de la seva obra que inicia el 1945 amb la seva primera exposició individual a la Sala Busquets de la Ciutat Comtal i el 1949 a la Sala Argos de Passeig de Gràcia de Barcelona amb 26 obres entre figures, bodegons, flors i paisatges. El Museu Tèxtil de Terrassa el 1984 li dedica una antològica de la seva obra amb 80 quadres i 2 mesos de durada, efectuant la seva última exposició a Begur (Girona) amb 19 quadres i 24 dibuixos.
De la seva faceta docent destaca també, en el període que transcorre des de 1970 i 1975, la de professor de l'Escola Massana centre municipal d'Art i Disseny (arts visuals, arts aplicades, i disseny) que la ciutat de Barcelona té situada a l'edifici de l'antic Hospital de la Santa Creu Les seves pintures es troben repartides en tot l'Estat Espanyol, formant part de museus i de col·leccions particulars a Mèxic (33 obres), Alemanya, Suïssa França, Bèlgica, Rússia, Estats Units entre molts altres països.

## Obra
Tallista de la forma, amb una concepció gairebé escultòrica del paisatge, Hernan Picó treballa la matèria a punta de pinzell, convertint-ho en cisell o finíssima gúbia, assaborint amb el tacte el toc, construint camps, arbres, cases i cels amb aquest posat contingut que ho afina tot inserint-li una aspra i peculiar tendresa. De vegades es dubta i no se sap si el que Hernán Pico talla és la forma o el color, aquest color que la llum dramatitza convertint-ho en dures i, al mateix temps, tendres cicatrius de paisatge en el qual la terra canta el seu drama lluminós i la seva poesia eixuta, veu tel·lúrica d'eternitats molt humanes —si lo eternal és futurible humà— en el qual l'home està tant en la inspiració com en la petjada i en la presència com en l'absència. És a dir, en el tensament viu del seu esforç i la seva alegria de viure.
La seva característica és el gruix de les seves pinzellades, que dona una força extraordinària a la seva pintura. A diferència d'altres pintors catalans. alguns molt importants, que també s'han distingit per l'ús dels seus gruixos de pintura, Picó utilitza la matèria d'una forma molt treballada, creant línies en relleu, no grumolls o àmplies superfícies com els altres. Coadjuva a l'original i enèrgic realisme resultant la força del color i tot en conjunt ajuda al fet que la matèria no sigui dura per mimetisme del natural sinó per creació pictòrica, ordenada pel dibuix i aconseguida pel pinzell i l'espàtula (Catalunya Express 6 de l'11 de 1979)
Un artista ple de vitalitat i força expressiva en la qual demostra palpablement la transició històrica del fauvisme a l'expressionisme, realitzat amb ple coneixement dels estils i les tècniques, però amb una personalitat avassalladora. La seva pintura conserva un vigor i una frescor sorprenents, potser perquè és ara quan la seva passió per ella s'ha renovat, després d'haver quedat enrere la seva perllongada activitat professional a l'entorn de la pintura aplicada, camp en el qual va sobresortir tant com a cartellista com per les seves creacions de publicitat cinematogràfica al costat de Ramon Martí i Josep Clavé sota les sigles “MCP”. Els seus vestíbuls del “Fantasio”, del “Windsor” o de l'Alexandra de Barcelona van marcar una època. El tema essencial de la pintura d'Hernan Picó és el paisatge i, especialment, el dels voltants de Riells del Fai, al que tan lligat se sent. Ho plasma amb pinzellades vigoroses i denses, riques de color, recreant-se en els arbres, els núvols i tots aquells elements que han de contribuir a donar-ne una visió viva i dinàmica. No obstant això prefereix els motius austers i així els seus paisatges reflecteixen l'aspror de la terra, de la mateixa manera que els seus bodegons se centren en els cards, els palmells o les flors silvestres. Quan plasma aquests senzills elements amb formes monumentals –com en “cardots” (1983)- aconsegueix uns estimables efectes decoratius (La Vanguardia dissabte 4 de febrer de 1989).
El cartell de fires i festes, nascut a l'última cambra del segle xix, presentava inicialment un desequilibri peculiar entre la imatge i un text llarguíssim que incorporava tot el programa d'activitats. Entrat el segle XX trobem una progressiva simplificació, però també una vulgarització dels recursos, freqüentment reduïts a simples tòpics. Aquests cartells impresos a quatre tintes, representant una processó religiosa, amb un punt de vista molt baix i en una altra escala, els palmells del martiri dels sants patrons de la ciutat de Mataró envoltades d'una orla amb el nom popular de la festa. L'explosió d'un foc d'artifici uneix els dos plànols conceptuals, el descriptiu i el simbòlic. El cartellista Hernán Picó Ribera, fa la part més destacada de la seva carrera en associació amb dos col·legues, Ramon Martí i José Clavé Basarte amb els quals forma l'equip MCP actiu durant quatre dècades, fins als anys 80. En la seva producció abunda el cartell de cinema. Tot i que en la història del cartellisme trobem episodis de col·laboració (Ramon Casas i Miguel Utrillo, per exemple) la constitució d'un grup estable, amb una imatge de marca potent i identificativa, era una iniciativa nova a l'estat espanyol i poc usual a escala internacional. Alternant per igual la creació gràfica publicitària i cinematogràfica. Una de les seves especialitats van ser els murals amb destinació a les façanes dels cinemes. Els seus treballs abasten un període que va des de 1940 fins a 1980. MCP va aportar al cartell de cinema valors com l'objectivitat i l'elegància compositiva, de gran influència en posteriors creadors. Els seus primers treballs van tenir com a protagonistes les produccions de Warner Bros, a les quals aviat s'unirien les de Columbia i MGM

## Exposicions
- Sala Busquets Barcelona (1945)
- Sala Argos, Barcelona i Ateneu Barceloní “Barcelona antic” (1949)
- Reial Cercle Artístic, Barcelona (1954)
- Galeries Laietanes (1957)
- Galeries Laietanes, Barcelona (1967)
- Sala Barcino, Barcelona (1967)
- Galeria Grifé & Escoda, Barcelona (1979)
- Sala d'exposicions de Caixa de Barcelona. Sant Sadurni d'Anoia (1982)
- Espai B.M. Granollers, Barcelona (1983)
- Sala Llorens, Barcelona (1984)
- Galeria Soler, Terrassa. Barcelona (1985)
- AB Galeria D'Art. Granollers. Barcelona (1987)
- Art Petritxol, Barcelona (1989)
- Galeria d'Art La Barca de Begur, Girona (1992)

## Participacions
- Expo Art 76, Creació del grup Diagonal, Barcelona
- Saló de Maig
- Saló d'octubre
- Saló Sant Jordi
- Saló de primavera de la Unió Excursionista de Catalunya-Sants
- Il·lustració de la portada per “Canço de Nadal”, música d'Elisard Sala i poesia de Pere Benavet. Editada per Aymá, Editors, Patrocinada per la Unió Excursionista de Catalunya

## Premis
- Medalla de Bronze – Figura- VII Saló de Tardor, Palma
- Medalla en el Concurs “La Pajarita” Barcelona

### Concursos de cartells
- 1948 Primer premi “Festes Centenari del Ferrocarril Mataró- Barcelona”
- 1949 Primer premi “Fires i Festes Sant Pere”. Reus,Tarragona
- “Setmana Santa, Tarragona
- Primer Premi “Festes de les Santes”. Mataró, Barcelona
- 1950 Primer Premi “Festes de les santes”. Mataró, Barcelona
- Primer Premi “Barcelona” Ajuntament de Barcelona
- 1951 Primer Premi “II comprat Exposició Provincial de l'Automòbil Usat”[6]
- Primer Premi “Fira Comarcal de Bestiar”. Reus,Tarragona
- Primer Premi “Festes de les Santes”. Mataró, Barcelona
- Primer Accèssit “Obra Homenatge a la Vellesa” Caixa de Pensions, Vellesa i Estalvis. Barcelona

1953 Primer Premi “Festes Santa Tecla”. Tarragona
Obres a Madrid, Mèxic, Alemanya (Colònia), París, Brussel·les, Canàries, Suïssa, Barcelona
Salons de Tardor, de Primavera, de Sant Jordi, Expoart 76, Biennal Nacional

### Revistes i periòdics
- “Gebrauchsgraphok”, International Advertising. Març d'1.964
- “Revista d'actualitats Arts i Lletres”, número 335
- “Revista d'actualitats Arts i Lletres”, número 235. Qui és qui en Publicitat
- 1943 Liceu any 6º, esgoto 1943
- 1955 “Destino” Nº 915, Articulo Cartelismo M.C.P. En el Taller dels Artistes
- 1957 “Hola”, 2 de novembre 1957
- 1984 Articles en el periòdic de Terrassa sobre exposició antològica. Museu Tèxtil de Terrassa el 10 i el 14 de novembre i el 15 i 22 de desembre